# ウォレス＝ジョンソン
アイザック・テオフィルス・アクナ（I・T・A）・ウォレス＝ジョンソン（Issac Theophilus Akuna Wallace-Johnson, 1894年/1895年 - 1965年5月10日）は西アフリカのシエラレオネ出身のジャーナリスト/政治家。英領西アフリカ（後のガーナ、シエラレオネとナイジェリア）で初めて労働組合を組織し、民族主義のリーダー的存在だった。

## 生い立ち
彼は1894年/1895年シエラレオネのフリータウン半島にあるウィルバーフォースの村で、貧しいクリオ（クレオール）の家族として生まれた。1911年ミッション・スクールに通い中退、18歳で税関職員として勤務したが、シエラレオネの労働組合を組織するのを手伝い、すぐに解雇された。その後、第一次世界大戦中は輸送部隊の水兵となった。1920年の除隊後、水夫として働きながらシエラレオネ地方政府の腐敗を暴露する為に出資したりした。
1930年に彼は、ナイジェリアに行き、ナイジェリアで最初の労働組合を設立した。またハンブルクで7月に開かれた黒人労働者国際労働組合会議 (ITUCNW) に参加し議長に選ばれた。彼は編集委員として別名で会議の出版物 "Negro Worker" の編集に携わった。この頃に彼は主な黒人の共産主義者の多くと交わり、一時モスクワに学んだ。1933年彼はナイジェリアに戻ろうとしたが、数ヶ月後にゴールド・コーストに移送された。
1930年代にウォレス＝ジョンソンはジョージ・パドモア、C・L・R・ジェームズ、T・ラス・マコーネンなどの西インド諸島の活動家らと国際アフリカ奉仕事務局に関わった。労働党議員とも親交があり一時ロンドンで過ごしたが、独立運動の資金を集めることができなかった。彼は金がなく、ある時期には食うにも事欠いた。このため彼はソ連から資金を得ていた、あるいは勤めていた新聞社から横領していたなどと主張されている。彼は公然とソ連の金を受け取ったことを認めたが、共産主義はその当時発展しかけていた反植民地運動における多くの選択の余地のあるイデオロギーの1つであり、これはふざけて彼の政治活動における名声を加えるためだったかもしれない。

## ゴールドコースト
ゴールドコーストで共感的な編集者に迎えられ、ウォレス＝ジョンソンは大衆政治的な経験を積んだ。イギリス議会に植民地の境遇を問う質問状を送り、アメリカ合衆国でのスコッツボロ事件（Scottsboro Boys）に対する法的支援団にも出資した。1934年の41人が亡くなったプレステアの鉱山事故に対し、労働条件の改善と市民的自由を求める運動を行った。ウォレス＝ジョンソンはそこでの労働条件を証言するために自ら鉱夫に変装した。
1936年6月に彼は西アフリカ青年連盟 (WAYL) を結成し、初代書記に就任した。フランス植民地やポルトガル植民地との協力は実現していなかったが、全西アフリカ的な組織となることを目指した。WAYL は議会での植民地の代表を支援したが第二次エチオピア戦争により反植民地主義傾向を強めた。ウォレス＝ジョンソンと WAYL のレトリックは、マルクス主義の言葉遣いとキリスト教のイメージを利用したが、一部の政治家による奴隷制と植民地主義の正当化に使われるヨーロッパ的なキリスト教解釈に反対した。WAYL の新聞 "Dawn"（夜明け）紙は週刊を目指したが、散発的に発行された。1936年までで WAYL はゴールドコーストに17の支部を置いた。ゴールドコーストで、激しい植民地主義批判を行ったために投獄された。

## シエラレオネ
1938年4月にシエラレオネに帰国。すぐにシエラレオネで最初の WAYL支部が開かれた。WAYLの計画には女性の平等、全部族出身者の統一、シエラレオネ植民地及び保護国双方の人々との協力、最低賃金の引上げなどがあった。ウォレス＝ジョンソンは植民地に25,000人、保護国に17,000人のメンバーがいると主張した。彼は膨大な支持を得たが、この数字は誇張と看做されている。フリータウン支部では、ウォレス＝ジョンソンが演説の技術をできる限り訓練し、連盟の主導権に対する大規模な支持を主張した隔週会合が持たれた。会合は盛況だった。労働者の非常に貧しい生活と労働条件を無視し、シオラレオネの鉱物の富で利益を得た搾取的鉱山会社がウォレス＝ジョンソンの急進的で反体制的なメッセージの一貫した標的となった。
政党ではなかったが WAYL は地方選挙で4人の候補者に資金援助をした。WAYLはシエラレオネでの問題提起型政治のはしりとなり、保護国の統合を最初に主張した。クリオの上流階級の希望による厳しい制限選挙の中で、英領西アフリカで最初に公職に選ばれた女性であるコンスタンス・アガサ・カミングス＝ジョンを含む4人全員が当選した。この結果に対し植民地政府および支配層は容赦ない厭がらせを行った。そのことは知事からの鉱業会社による虐待への総督の暗黙の賛成を合図した植民地政府への機密扱いの特電の暴露によっても示された。WAYL の新聞 "African Standard" はイギリスのいくつかの左派系出版物の見本となり、ニュースや社説は支配層から煽動的と看做された。
植民地当局は第二次世界大戦の始めの1939年9月1日に彼を非常事態法により投獄した。それ以前から、総督と法律顧問は起訴を支持する決定的証拠の不足に拘らず、刑事上の名誉毀損で彼を逮捕し、有罪判決を下す方法を見つけようとしていた。一連の6つの法案が立法評議会により可決され、市民的自由がかなり制限された。戦時中の非常事態条項が付加され、ウォレス＝ジョンソンは正当な理由なく逮捕されることが可能とされていた。裁判は陪審なしで開かれ（大部分の陪審員は WAYL 支持者であり有罪の評決を下さないことが予想された）、ウォレス＝ジョンソンは懲役12ヵ月を宣告され、最終的にシエラレオネ沖合にあるシェルブロ島に追放された。1944年に釈放され、彼はシェルブロ島の人々に読み書きを教えてしばらく暮らしていた。彼は政治活動を再開したが、彼が擁護した統一の目標よりむしろ民族と地域の問題が全盛となり WAYL は無秩序になっていた。
1950年に彼は WAYL をシエラレオネ植民地国民会議へ統合した。しかしウォレス＝ジョンソンは1954年に統一シエラレオネ進歩党を結成しそこから離れた。彼はかつての急進的な政策を放棄し、汎アフリカ主義者として振舞った。1956年には統一人民党 (UPP) の共同設立者の1人となった。1957年の総選挙で UPP は正式に野党となった。
ウォレス＝ジョンソンは1960年にイギリスからのシエラレオネの完全独立を求めるロンドン派遣団の代表のうちの1人になった。彼は1965年5月10日にガーナで自動車事故で亡くなった。熱心な愛国者であり本物の平民としてシエラレオネで尊敬されている人物である。
2000年に発行されたシエラレオネの通貨レオンの2,000レオン紙幣には彼の肖像が画がかれている。

## 言葉
- "I am not anything above yourselves. I am at par with you."
  - 「私はあなた方以上の何者でもない。あなた方と対等だ。」